# Nábrád
Nábrád község Szabolcs-Szatmár-Bereg vármegyében, a Fehérgyarmati járásban.

## Fekvése
Fehérgyarmat városától mintegy 5 kilométerre északnyugatra fekszik, a Szamos jobb partján . Három folyó közelsége is szépíti környezetét: a Szamos alig 200 méterre, a Túr 2 kilométerre, a Tisza pedig nagyjából 5 kilométerre folyik innét.
A szomszédos települések: észak felől Kisar, északkelet felől Nagyar, kelet felől Fehérgyarmat, dél felől Tunyogmatolcs, nyugat felől Szamoskér, északnyugat felől pedig Kérsemjén. Csak nagyon kicsi híja van annak, hogy észak-északnyugati irányból nem határos még Panyola közigazgatási területével is.

### Megközelítése
Csak közúton érhető el, Fehérgyarmat vagy Kérsemjén felől a 4118-as úton.

## Története
1274-ben mint a Nábrádi család birtokát említették az oklevelekben.
1322-ben Apsa unokája János ispán jobbágyait említették, akik miatt János – Miklós nevű testvérével együtt – perben állt a Balog-Semjén nemzetségbeli Mihály fia Mihály ispánnal.
1428-ban a Nápráti család birtoka volt, s nevét ekkor Naprad-nak írták. 1433-ban Baslogsemlyén nemzetségbeli Kállói Lőkös fia Miklós perében került említésre. 1439-ben a Kistarnóczi Szaraczén család királyi adományt kapott a birtok fele részére. 1457-ben Kezy (Kézy) László kap itt részbirtokot, majd 1580-ban Császári Komoróczy János, 1583-ban Rátóti Gyulaffy András kapott itt birtokrészt.
1630-ban Nyáry István is részbirtokos volt itt királyi adomány útján, és  1656-ban Way Péter és felesége Zoltán Anna is kapott itt részbirtokot királyi adomány útján.
A 18-19. században több kisnemesi család: a Rhédey, Botka, Móricz, Szunyogh, Nábrádi, Olcsváry és Füséri családok birtoka.
A 20. század elején a Botka családé, Botka Béla örököseié, akik itt szép kúriát is építettek.
Nábrád határába olvadt az egykori Nagy-Őren település és Gáthi puszta is, melyek azonban a XV. század közepe táján elpusztultak:
Nagy-Őren helység, melyet 1452-ben Nagyewren néven említettek, de az utána következő években valószínűleg elpusztult, mivel többé nincs róla említés.
Gáthi Puszta -n 1423-ban Nábrádi János és Banki Lőrincz kaptak birtokot, melyet tőlük Pyrychei István erőszakkal elfoglalt.
Gáthi pusztáról utoljára 1426-ban van adat, ekkor még a nábrádi nemesek határát is megjáratták, majd nyoma vész, valószínűleg ez is elpusztult.

## Közélete

### Polgármesterei
- 1990–1994: Varga Károly (független)[2]
- 1994–1998: Varga Károly (független)[3]
- 1998–2002: Varga Károly (független)[4]
- 2002–2006: Varga Károly (független)[5]
- 2006–2010: Varga Károly Attila (független)[6]
- 2010–2014: Varga Attila (független)[7]
- 2014–2019: Dán Csabáné (független)[8]
- 2019–2024: Soltész Ferenc Dávid (független)[9]
- 2024– : Soltész Ferenc Dávid (Fidesz-KDNP)[10]

## Népesség
A település népességének változása:
| Lakosok száma | 911  | 894  | 926  | 891  | 836  | 857  | 859  |
|               | 2013 | 2014 | 2015 | 2021 | 2022 | 2023 | 2024 |

2001-ben a lakosságának közel 100%-a magyar nemzetiségűnek vallotta magát.
A 2011-es népszámlálás során a lakosok 92%-a magyarnak, 3,3% cigánynak, 0,2% románnak mondta magát (7,9% nem nyilatkozott; a kettős identitások miatt a végösszeg nagyobb lehet 100%-nál). A vallási megoszlás a következő volt: római katolikus 2,7%, református 73,8%, görögkatolikus 1,1%, felekezeten kívüli 5% (16,4% nem válaszolt).
2022-ben a lakosság 96,3%-a vallotta magát magyarnak, 3,7% cigánynak, 1,6% ukránnak, 0,4% németnek, 0,1% szerbnek, 0,5% egyéb, nem hazai nemzetiségűnek (3,7% nem nyilatkozott; a kettős identitások miatt a végösszeg nagyobb lehet 100%-nál). Vallásuk szerint 3,5% volt római katolikus, 68,4% református, 2,3% görög katolikus, 0,7% egyéb keresztény, 0,2% evangélikus, 0,2% ortodox, 5,1% felekezeten kívüli (19,5% nem válaszolt).

## Nevezetességei
- Református templom – középkori eredetű, tégla építésű.

## Itt születtek
- Balogh Péter (1792 Nábrád, 1870 Debrecen)  református püspök.

Nábrádon született 1792-ben. 1821-ben Nagyszalontán volt segédlelkész, 1822-től lelkész, 1832-től esperes, 1858-tól püspök helyettes, 1860-tól pedig a Tiszántúli Református Egyházkerület püspöke. 1870 november 23-án halt meg Debrecenben.
- Szarka József (1825–1889) tanár

## Külső hivatkozások
- Nábrád
- Nábrád faluról